# Örjan, den höjdrädde örnen
Örjan, den höjdrädde örnen är en svensk animerad kortfilm från 1999 i regi av Lars Klinting och Hamid Navim. Filmer bygger på Klintings barnbok Örjan, den höjdrädda örnen och som röstskådespelare medverkar Peter Harryson, Lena Nyman och Per Myrberg.
Filmen handlar om den höjdrädde örnen Örjan som är så rädd att han bara vågar flyga en liten bit över marken. Om han flyger högre blir han yr i huvudet och svimmar. Hans hemliga dröm är att våga flyga högt uppe bland molnen med de andra örnarna. En kungsfågel kommer på en idé för att hjälpa honom.
Örjan, den höjdrädde örnen producerades av Lisbet Gabrielsson och spelades in med Navim som fotograf efter ett manus av Klinting. Musiken komponerades av Gunnar Edander och filmen klipptes av Kerstin Eriksdotter. Den premiärvisades 1 februari 1999 på Göteborgs filmfestival.
Filmen nominerades till en Guldbagge 2000 i kategorin Bästa kortfilm och belönades 2001 med The Golden Book Award vid en festival i Teheran.

## Rollista (röster)
- Peter Harryson – Örjan
- Lena Nyman – kungsfågeln
- Per Myrberg – berättaren